# روبرت غوميز
روبرت غوميز (10 أبريل 1950 بجورج تاون في غيانا - ) (بالهولندية: Rupert Gomes)‏ هو لاعب كريكت هولندي. شارك مع منتخب غيانا للكريكت. أما مع النوادي، فقد لعب مع Demerara cricket team ‏.